# Бруслинівка
Брусли́нівка (в минулому — Ясківці, Яцківці) — село в Україні, у Стрижавській селищній громаді Вінницького району Вінницької області. Населення становить 354 особи.

## Назва
7 червня 1946 р. село Яцківці Пеньківської сільської Ради району отримало назву «Бруслинівка».

## Відомі особистості
- Білик Іван — заступник референта СБ ОУН крайового проводу Південних Українських Земель, співорганізатор відділів УПА в центральній Україні. Загинув у селі.